# 約特島
54°58′N 10°30′E / 54.967°N 10.500°E
約特島（丹麥語：Hjortø），是丹麥的島嶼，位於該國第三大島嶼菲英島以南，屬於南菲英群島的一部分，面積0.9平方公里，2018年有6名居民，人口密度每平方公里6.7人。